# Binna
Die Binna ist ein rund 19 Kilometer langer linker Nebenfluss der Rhone im Kanton Wallis. Der Fluss entspringt am Fusse des Ofenhorn auf etwa 2530 m ü. M. nahe der italienischen Grenze. Danach durchfliesst sie das Binntal und mündet schliesslich bei Grengiols in die Rhone. Die Binna hat ein Einzugsgebiet von 117 km². Der grösste Nebenfluss der Binna ist das Lengtalwasser. Weitere Zuflüsse sind der Wissenbach und der Feldbach sowie südöstlich von Fäld von links der Mässerbach.